# Trichosanthes khasiana
Trichosanthes khasiana är en gurkväxtart som beskrevs av Balsi Chand Kundu. Trichosanthes khasiana ingår i släktet Trichosanthes och familjen gurkväxter. Inga underarter finns listade i Catalogue of Life.